# Koninklijke Vereniging Homeopathie Nederland
De Koninklijke Vereniging Homeopathie Nederland (KVHN), ook kortweg Vereniging Homeopathie genoemd, is een in 1886 opgerichte consumentenbelangenorganisatie. De KVHN geeft informatie over (klassieke) homeopathie, verricht lobbywerk voor de sector en treedt in overleg, onder meer met verzekeraars en de Nederlandse overheid. In 1986 ontving de vereniging het predicaat Koninklijk.